# YGT
YGT (kratica polnega imena Your Gay Thoughts) je tričlanska elektronska glasbena skupina oz. avdio-vizualni kolektiv iz Ljubljane. Sestavljajo jo Gregor Kocijančič, znan tudi kot Gregij Felis Catus (vokal, klaviature, sintesajzer, bas kitara), Aljaž "Fejzo" Košir (bobni, beati) in Mina Fina (video projekcije). V letih 2015–16 so sodelovali z Američanom Michaelom Thomasom Tarenom, ki je pomagal pisanti besedila in Luko Uršičem, ki je nekaj časa deloval kot četrti član banda. Nastopi skupine v živo so znani po barvitih video projekcijah. Skupina svojo glasbo opredeljuje kot "post-pop".

## Zgodovina

### Začetek
Začetki skupine segajo v čase, ko sta se Kocijančič in Košir združila v bendu, v katerem sta igrala predvsem priredbe. Ukvarjala sta se tudi z didžejanjem in produkcijo elektronske glasbe. Ustanovila sta kolektiv Don't Make New People, ki je organiziral klubske dogodke. Za svoj prvi nastop pod imenom Your Gay Thoughts – to je bilo leta 2011 – sta k sodelovanju povabila oblikovalko, ilustratorko in vidžejko Mino Fino, poznanstvo z Michaelom Thomasom Tarenom pa je pripeljalo do tega, da je zanje začel pisati besedila. Pozneje se je pridružil še glasbenik in slikar Luka Uršič.
Leta 2013 je njihov komad »Westside« izšel na kompilaciji btf x rx:tx, ki je nastala kot sodelovanje med Beat the Future, oddajo na Radiu 808 in klubom v Zagrebu, in ljubljansko založbo rx:tx. Leta 2014 so nastopili na Klubskem maratonu Radia Študent in festivalu elektronske glasbe Stiropor, ki ga je organiziral Bikofe. V okviru slednjega je izšla kompilacija Stiropor vol. 1, na katero je bila vključena tudi njihova pesem »Whiteink«.
Kot predskupina so nastopili na koncertih Junior Boys (Kino Šiška), Oneohtrix Point Never (2012, Klub K4) in Kate Boy (2013, Kino Šiška). Igrali so tudi na kar nekaj festivalih v tujini: Terraneo v Šibeniku (poleti 2013), zagrebški INmusic, MAD in Belgrade (dobrodelni koncert v pomoč žrtvam poplav v Srbiji), Waves Vienna (2014). Poleti 2013 so imeli "špil" tudi v Rotterdamu.

### The Watercolors
18. septembra 2015 je digitalni različici izšel njihov debitantski glasbeni album The Watercolors, ki so ga isti dan tudi premierno predstavili v Kinu Šiška. Zanj so kot prva skupina prejeli prispevek upravljavca Kina Šiška, ki ga je ta začel pobirati kot »kulturni evro« od prejemnikov brezplačnih vstopnic. Kot zmagovalci projekta Kulturni evro za leto 2014 so s Prostorom urbane kulture Kino Šiška podpisali zavezujočo pogodbo, da bodo sredstva porabili za snemanje albuma. Predstavitvi albuma v Ljubljani je sledila manjša evropska turneja (München, Hamburg – Reeperbahn Festival, Škofja Loka, Zagreb, Praga, Beograd, Izola, Budimpešta).
V začetku leta 2016 so The Watercolors izdali tudi v kompaktni in vinilni obliki, 5. februarja pa so nastopili na festivalu MENT. Nekaj dni kasneje je izšel tudi videospot za pesem »Spitting Image«. Maja je izšel prvenec hip hop skupine Matter, na katerem je tudi pesem "1000 kristalov", pri kateri so gostovali Your Gay Thoughts.
Maja 2016 so izdali krajši EP z naslovom Exotic Moods.

### Sinking Shipin sprememba imena
Jeseni 2018 je skupina naznanila, da bo po več kot 3 letih premora izdala nov album z naslovom Sinking Ship. Januarja 2019 se je skupina preimenovala v YGT.

## Diskografija
Singli
| Leto | Pesem            | Album           |
| ---- | ---------------- | --------------- |
| 2015 | »Spitting Image« | The Watercolors |
| 2015 | »Among the Lull« | The Watercolors |

Albumi
| Leto | Album           |
| ---- | --------------- |
| 2015 | The Watercolors |
| 2016 | Exotic Moods EP |
| 2018 | Sinking Ship    |

Kompilacije
| Leto | Pesem      | Kompilacija     |
| ---- | ---------- | --------------- |
| 2013 | »Westside« | btf x rx:tx     |
| 2014 | »Whiteink« | Stiropor vol. 1 |